# Бірмінгемська мережа сонячних коливань
Бірмінгемська мережа сонячних коливань (англ. Birmingham Solar Oscillations Network) (BiSON) складається з мережі з шести віддалених сонячних обсерваторій, які спостерігають за режимами сонячних коливань низького ступеня. Він керується групою оптичної спектроскопії високої роздільної здатності Школи фізики та астрономії Бірмінгемського університету, Велика Британія, у співпраці з Університетом Шеффілда Халлама, Велика Британія. Вони фінансуються Радою науково-технічних засобів (STFC).
BiSON постійно збирає дані про сонячні коливання з 1976 року, що робить його найдовшою мережею геліосейсмології з даними, що охоплюють три сонячні цикли.

## Віддалені обсерваторії

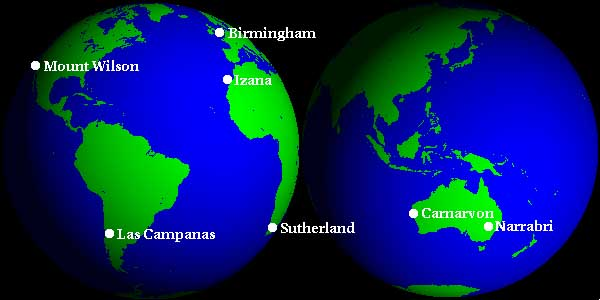
Станції BiSON. Розподіл за довготою дозволяє майже безперервно спостерігати за Сонцем.

BiSON працює з автоматизованими спектрометрами резонансного розсіювання в астрономічних куполах або системах з дзеркалами. Мережа була створена в 1976 році з двома постійними станціями; додавання ще кількох сайтів завершилося додаванням шостого в 1992 році  Поточні сайти:
- Обсерваторія Маунт-Вілсон, Каліфорнія, США
- Обсерваторія Лас Кампанас, регіон IV, Чилі
- Обсерваторія Тейде, Тенерифе, Канарські острови, Іспанія
- Південноафриканська астрономічна обсерваторія, Сазерленд, Південна Африка
- OTC Earth Station Carnarvon, Carnarvon, WA, Австралія
- Обсерваторія Пола Уайлда, Наррабрі, Новий Південний Уельс, Австралія